# Tempio Valdese di Roma

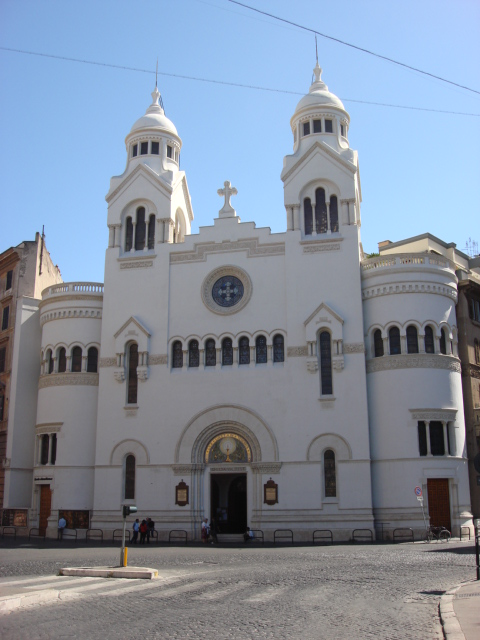
Waldensertempel, Piazza Cavour

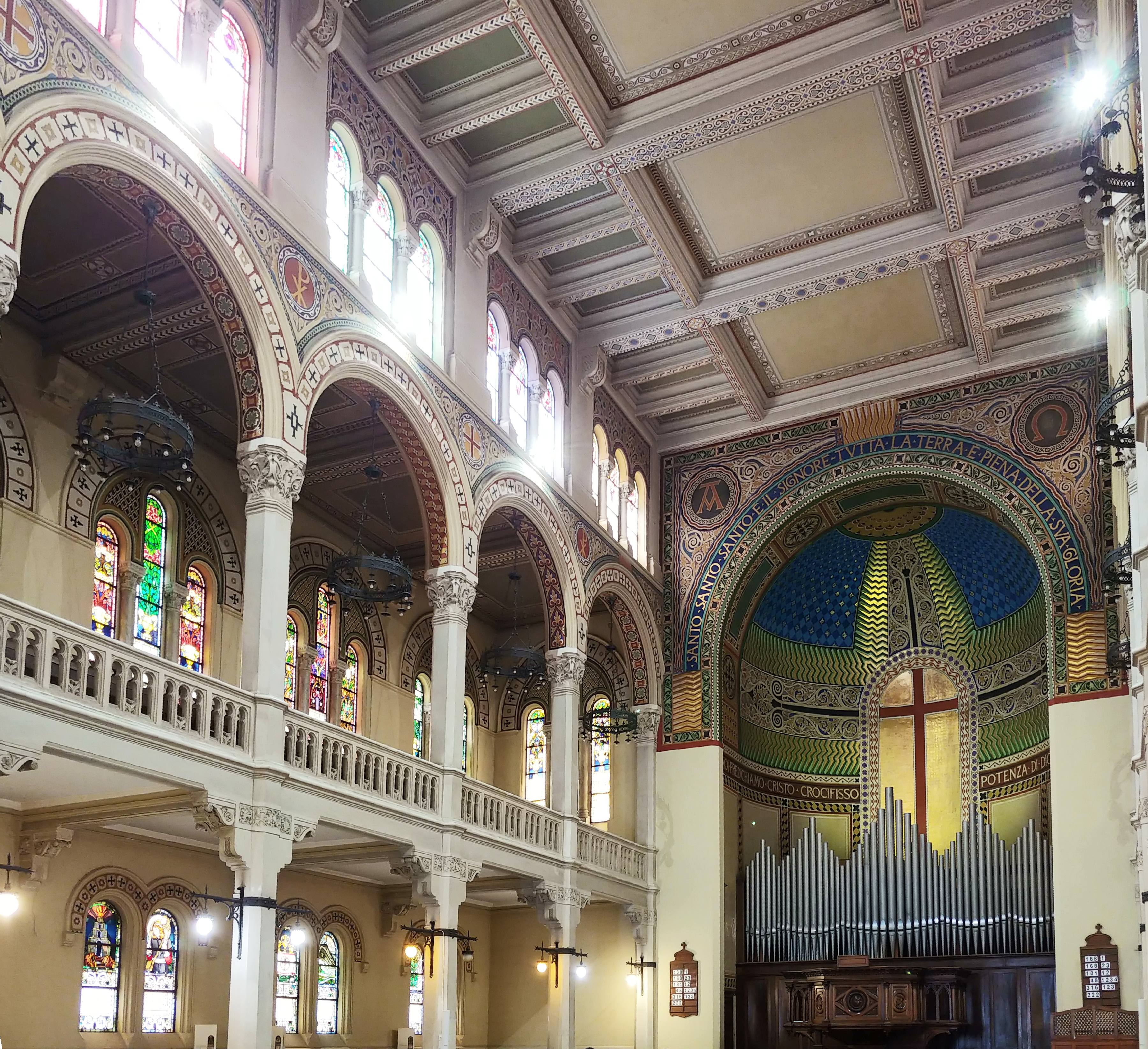
Innenansicht

Der Tempio Valdese di Roma (Waldenserkirche von Rom) ist eine evangelische Kirche in Rom an der Piazza Cavour im Rione Prati. Er wurde in den Jahren 1911 bis 1913 erbaut, zusammen mit einer theologischen Fakultät und einem Studentenwohnheim. Bereits seit 1887 bestand mit der Kirche an der Via IV Novembre ein Kirchengebäude der Evangelischen Waldenserkirche in Rom.

## Kirchenbau
Papst Pius X. suchte den Neubau zu verhindern und intervenierte deshalb mehrfach beim damaligen Bürgermeister von Rom, Ernesto Nathan. Die einzige Auflage, der die Waldensergemeinde zustimmen musste, war die Benennung ihres Gotteshauses als „Tempel“; die Bezeichnung Kirche sollte römisch-katholischen Sakralbauten vorbehalten bleiben.
Der neoromanische, zweitürmige Kirchenbau wurde in Stahlbetonbauweise errichtet, was zur Bauzeit innovativ war. Die Fassade wendet sich dem Petersplatz zu. Von außen ist das Gebäude eindeutig als Kirche identifizierbar, aber auch als nicht-katholisch.
Das Tympanon über dem Eingang zeigt das Wappen der Waldenser, eine brennende Kerze auf einem Leuchter, umgeben von sieben Sternen, und die Umschrift: Lux lucet in tenebris „Das Licht leuchtet in der Finsternis“ (Joh 1,5 ).
Beim Eintreten wird der Unterschied zu einer römisch-katholischen Kirche offensichtlich: „Stil, Farben, Botschaft, alles ist ungewöhnlich.“ Der Innenraum ist dem Art Nouveau verpflichtet und wurde von Paolo Antonio Paschetto gestaltet. Er schuf auch die Glasfenster und das große Apsismosaik. Der Blick wird in der Apsis auf das zentrale, rote Kreuz gelenkt, das umgeben ist von Ornament- und Schriftbändern.
Kanzelaltar und Orgel sind dem Eingang gegenüber in einer Achse angeordnet. Das entspricht den Empfehlungen des Wiesbadener Programms. Es gibt Emporen in den Seitenschiffen. Die Orgel ist ein Werk des Turiner Orgelbauers Carlo Vegezzi Bossi.
Die Glasfenster sind ein besonders kostbarer Teil des Kirchenbaus. Es gibt Fenster mit geometrischen Motiven, mit floralen Motiven und ein Zyklus von Glasfenstern mit bildlichen Darstellungen, jeweils in Verbindung mit einem passenden, italienischen Bibelwort: Anker, Lamm, Pfau, Adler, Lilie, Taube, Siebenarmiger Leuchter, Weinstock, Christusmonogramm, Brennender Dornbusch, Leuchtturm, Guter Hirte, Abendmahlstisch und Arche Noah.

## Liste der Pastoren
- Paolo Bosio: 1927 bis 1948
- Roberto Comba: 1948 bis 1961
- Carlo Gay: 1961 bis 1968
- Alberto Ribet: 1968 bis 1975
- Franco Sommani: 1975 bis 1990
- Maria Bonafede: 1990 bis 2003
- Antonio Adamo: seit 2003